# 112ª Squadriglia radar remota
La 112ª Squadriglia radar remota (112ª Sq.R.R.) (callsign: Puma) è un ente dell'Aeronautica Militare situato a Mortara (PV), precedentemente nota come  12º Gruppo Radar dell'Aeronautica Militare. Essa opera con compiti di sorveglianza dello spazio aereo di pertinenza attraverso la scoperta, l'inizializzazione, l'identificazione e il tracciamento dei vettori aerei.
Nell'ottica di un ridimensionamento delle risorse destinate all'Aeronautica nel decennio 2013-2024 la stazione radar è stata remotizzata, ed è posta alle dipendenze del 4º Reparto tecnico manutentivo di Borgo Piave (LT), oggi 4ª Brigata telecomunicazioni e difesa aerea.
La Squadriglia è dotata di un datalink collegato con la sala operativa del GRCDA di Poggio Renatico (FE) alla quale trasmette i dati di avvistamento e tracciamento dei velivoli acquisiti.
La 112ª Squadriglia opera anche attraverso il supporto del Comando Aeroporto Cameri (NO) per la gestione delle attività logistico-amministrative riguardanti il personale e i mezzi in dotazione.

## Storia
Costituita il 16 settembre 1998, in un contesto di revisione della struttura organizzativa dell'Aeronautica Militare, la 112ª Squadriglia radar remota occupa il sedime della Zona Operativa del disciolto 12° Gr.R.A.M. (Gruppo radar Aeronautica Militare).
Fondato nel 1953 con le funzioni di riporto e controllo, il 12° Gr.R.A.M. (nominativo radio 'Puma') nel corso della propria storia operativa ha svolto i compiti di sorveglianza e controllo dei velivoli intercettori all'interno della propria area di responsabilità.
Nel periodo di massima espansione, negli anni 1960, era arrivata a contare fino a 700 avieri (300 militari di leva e 400 in servizio permanente), ma dopo il 1998 è stata drasticamente ridimensionata sino a ospitare oggi solo una trentina di militari.

## Equipaggiamenti
- dalla primavera 1953, AMES 6-15 (sostituito dall'AN/FPS-8)
- dal 1953, AN/TPS-10D (sostituito dall'AN/FPS-8)
- dagli inizi degli anni '60, AN/FPS-8
- dalla prima metà degli anni '70, il radar fu aggiornato in AN/FPS-88 (operativo fino a settembre 1998)
- dal 1972 radar secondario, quotametro, AN/FPS89 (operativo fino a maggio 2011)
- dal 1977 secondo radar secondario, quotametro, S-269 (operativo fino a settembre 1998)
- dal settembre 1998, in concomitanza con la costituzione della 112ª Squadriglia, il sito fu dotato del sistema tridimensionale RAT-31SL
- dal maggio 2011, la stazione è dotata di impianti FADR (Fixed Air Defense Radar) RAT31-DL di Selex Sistemi Integrati[2] (primo radar di tale tipo installato in Italia, il 12 gennaio 2011[4][5])